# Fordiophyton
Fordiophyton es un género  de plantas fanerógamas pertenecientes a la familia Melastomataceae. Comprende 19 especies descritas y de estas, solo 9 aceptadas.

## Taxonomía
El género fue descrito por Otto Stapf y publicado en Annals of Botany. Oxford 6: 314. 1892. La especie tipo es: Fordiophyton faberi Stapf	

## Especies aceptadas
A continuación se brinda un listado de las especies del género Fordiophyton aceptadas hasta febrero de 2013, ordenadas alfabéticamente. Para cada una se indica el nombre binomial seguido del autor, abreviado según las convenciones y usos:
- Fordiophyton brevicaule C. Chen
- Fordiophyton breviscapum (C. Chen) Y.F. Deng & T.L. Wu
- Fordiophyton cordifolium C.Y. Wu ex C. Chen
- Fordiophyton degeneratum (C. Chen) Y.F. Deng & T.L. Wu
- Fordiophyton faberi Stapf
- Fordiophyton longipes Y.C. Huang ex C. Chen
- Fordiophyton peperomiifolium (Oliv.) C. Hansen
- Fordiophyton repens Y.C. Huang ex C. Chen
- Fordiophyton strictum Diels